# Jezernice (Bečva)
Die Jezernice (deutsch Jezerbach) ist ein rechter Nebenfluss der Bečva in Tschechien.

## Geographie
Die Jezernice entspringt zwei Kilometer nordöstlich von Kozlov am Osthang des Křížový kopec (Kreuzhügel, 661 m) in den Oberhubenbergen, einem Teil der Oderberge auf dem Truppenübungsplatz Libavá. Ihre Quelle liegt am Zelený kříž (Grünes Kreuz) an der Straße von Potštát nach Velký Újezd.  Auf den ersten anderthalb Kilometern verläuft sie südlich neben der Straße nach Nordosten und bildet dann ein tief eingeschnittenes Tal, das an den Čertovy kazatelny (Teufelskanzeln) vorbei über Peklo und die Burgruine Drahotuš nach Südosten führt. Der Oberlauf der Jezernice gehört bis Peklo zur Zone C des Sperrgebietes, die an Wochenenden und Feiertagen zugänglich ist.
In Podhoří tritt die Jezernice in die mährische Ebene ein und wird unterhalb des Dorfes von der Autobahn D1/E 462 überbrückt. Ihr Unterlauf führt durch Jezernice nach Süden. Südlich des Dorfes werden die Bahnstrecke Přerov–Bohumín auf dem Viadukt von Jezernice sowie die Staatsstraße I/47/E 442 auf einen weiteren Brücke bei Přední Familie über das Flüsschen geführt. Südwestlich von Přední Familie mündet die Jezernice nach 13,1 km gegenüber der Burg Helfštýn in die Bečva.
Ihr Einzugsgebiet beträgt 21,3 km².

## Zuflüsse
- Černý potok (r), Peklo